# ماتيس دي ليخت
ماتيس دي ليخت (بالهولندية: Matthijs de Ligt) (ولد 12 أغسطس 1999) هو لاعب كرة قدم هولندي يلعب مدافعًا لنادي مانشستر يونايتد في الدوري الإنجليزي الممتاز و‌منتخب هولندا.
في 21 سبتمبر 2016، شارك دي ليخت لأول مرة مع فريق أياكس الأول في مباراة بالكأس ضد فيلم 2 تيلبورخ. سجل من ركلة ركنية في 25 دقيقة، مما جعله ثاني أصغر هداف عبر تاريخ أياكس بعد كلارنس سيدورف. في 24 مايو، أصبح أصغر لاعب عبر التاريخ (17 عامًا و 285 يومًا) يلعب في نهائي أوروبي عندما شارك كأساسي ضد مانشستر يونايتد في نهائي الدوري الأوروبي 2017. في 2018، فاز دي ليخت بجائزة الفتى الذهبي، ليصبح أول مدافع يفوز بالجائزة. في الموسم التالي، ساعد أياكس في الحصول على ثنائية الدوري والكأس المحلية والوصول إلى نصف نهائي دوري أبطال أوروبا. أكسبه أداءه الانتقال إلى يوفنتوس في الدوري الإيطالي، كما فاز بجائزة كوبا في عام 2019. فاز بلقب الدوري الإيطالي خلال موسمه الأول مع اليوفي.
في عام 2017، شارك دي ليخت مع هولندا في سن 17، ليصبح أصغر لاعب يشارك مع المنتخب الوطني منذ عام 1931. شارك مع المنتخب في بطولة أمم أوروبا 2020.

## مسيرته الكروية

### أياكس
انضم دي ليخت إلى أكاديمية شباب أياكس عندما كان عمره 9 سنوات من ناديه المحلي في أبكاوده، خارج أمستردام مباشرة. في البداية، اعتقد المدربون في أكاديمية الشباب أنه كان بطيئًا للغاية وعديم المظهر، لكنه مُنح فرصة للتطور في الأكاديمية واستمر في إثبات جودته.

#### 2016–17: شباب أياكس وتطوره
شارك لأول مرة مع شباب أياكس في 8 أغسطس 2016 في مباراة بالدوري الهولندي الدرجة الثانية ضد إيمن، ولعب المباراة كاملة. خلال الموسم، لعب دي ليخت في 17 مباراة مع شباب أياكس.
في 21 سبتمبر، ظهر دي ليخت لأول مرة مع فريق أياكس الأول في مباراة بالكأس ضد فيلم تو تيلبورغ. وسجل من ركلة ركنية في 25 دقيقة، مما جعله ثاني أصغر هداف عبر تاريخ أياكس بعد كلارنس سيدورف. فاز اياكس في المباراة بنتيجة 5–0. في 24 أكتوبر، أعلن أياكس عبر تويتر أن دي ليخت قد تمت ترقيته إلى الفريق الأول.
سرعان ما أوجد دي ليخت مكاناً له في الفريق الأول بعد ترقيته، واستمر في اللعب في 11 مباراة في الدوري وتسع في الدوري الأوروبي. في 24 مايو، أصبح أصغر لاعب عبر التاريخ (17 عامًا و 285 يومًا) يلعب في نهائي أوروبي عندما شارك كأساسي ضد مانشستر يونايتد في نهائي الدوري الأوروبي 2017.

#### 2017–19: بزوغ نجمه وشارة القيادة
بعد انتقال دافينسون سانشيز إلى توتنهام هوتسبير في أغسطس 2017، أصبح دي ليخت أساسي في الفريق الأول. تم اختياره كأصغر قائد لأياكس في مارس 2018 بعد إصابة قائد الفريق جويل فيلتمان.
شارك دي ليخت في 37 مباراة في جميع المسابقات وسجل ثلاثة أهداف. لعب كأساسي في جميع مبارياته الـ31 في الدوري. بسبب أداء دي ليخت مع أياكس، أرتبط اسمه بالعديد من أفضل أندية أوروبا.
في 17 ديسمبر 2018، فاز دي ليخت بجائزة الفتى الذهبي، ليصبح أول مدافع يفوز بالجائزة. في 13 فبراير 2019، أصبح دي ليخت أصغر قائد عبر التاريخ في مباريات خروج المغلوب من دوري أبطال أوروبا حيث كان يبلغ من العمر حينها 19 عامًا و 186 يومًا، في مباراة ضد ريال مدريد. في 27 فبراير 2019، لعب مباراته الرسمية رقم 100 مع أياكس في مباراة الفوز في الكلاسيكر 0–3 على فاينورد في كأس هولندا، ليصبح أصغر لاعب في أياكس يصل إلى هذا الإنجاز.
في 16 أبريل 2019، سجل دي ليخت هدف الفوز في ربع نهائي دوري أبطال أوروبا ضد يوفنتوس ليساعد أياكس في التأهل إلى الدور نصف النهائي من المسابقة لأول مرة منذ موسم 1996–97 من البطولة. كما جعله هذا الهدف يصبح أصغر لاعب هولندي يسجل في مراحل خروج المغلوب منذ نوردن ووتر في عام 1996 وثاني أصغر مدافع يسجل على الإطلاق بعد جويل ماتيب.

### يوفنتوس

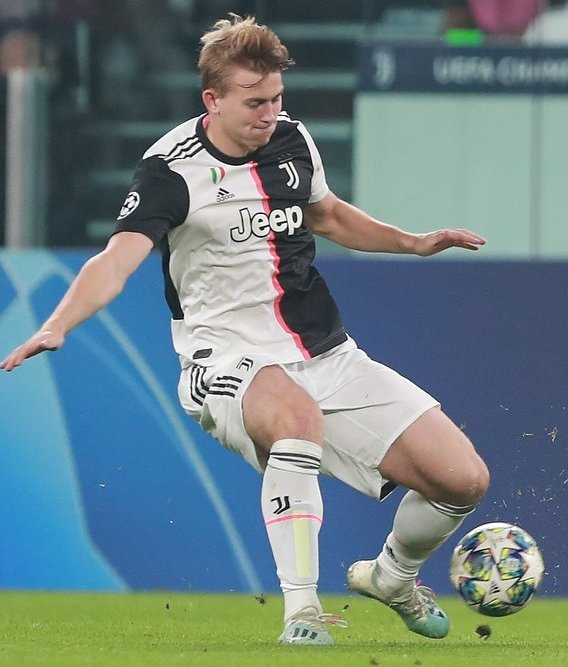
دي ليخت يعترض تسديدة ضد لوكوموتيف موسكو خلال موسم 2019–20

في 18 يوليو 2019، وقع دي ليخت مع بطل الدوري الإيطالي يوفنتوس، في صفقة لمدة خمس سنوات بقيمة 75 مليون يورو. يتم دفعها على خمسة أقساط سنوية، بتكاليف إضافية قدرها 10.5 مليون يورو. شارك لأول مرة رسميًا مع النادي في الفوز 4–3 على أرضه أمام نابولي في الدوري الإيطالي في 31 أغسطس. في 3 نوفمبر، سجل أول أهدافه مع النادي في مباراة الفوز 1–0 خارج ملعبه على غريمه تورينو في ديربي تورينو.

## مسيرته الدولية
في 25 مارس 2017، شارك دي ليخت لأول مرة مع المنتخب الهولندي الأول في مباراة الهزيمة 2–0 أمام بلغاريا في تصفيات كأس العالم 2018. استدعى داني بلايند مدرب المنتخب الوطني دي ليخت للمنتخب الوطني رغم أنه لم يشارك سوى في مباراتين في الدوري مع أياكس. في سن 17، أصبح أصغر لاعب يشارك مع المنتخب الوطني منذ عام 1931.
خلال دوري الأمم الأوروبية، شارك دي ليخت في جميع مباريات المجموعة الأربع ضد ألمانيا وفرنسا حيث تصدرت هولندا المجموعة وتأهلت نهائيات دوري الأمم الأوروبية. في الدور نصف النهائي في 5 يونيو، سجل هدفاً ضد إنجلترا حيث تأهل منتخبه للمباراة النهائية، وهزمت هولندا 0–1 من البرتغال.

## حياته الشخصية
دي ليخت على علاقة مع عارضة الأزياء الهولندية آنكي مولينار.
في 8 يناير 2021، ثبتت إصابة دي ليخت بمرض فيروس كورونا وسط انتشار الوباء في إيطاليا؛ تعافى بحلول 23 يناير.

## الإحصائيات

### النادي
آخر تحديث 23 مايو 2021.
| النادي     | الموسم   | الدوري                         | الدوري | الدوري  | الكأس  | الكأس   | أوروبا | أوروبا  | أخرى   | أخرى    | المجموع | المجموع |
| النادي     | الموسم   | الدرجة                         | الظهور | الأهداف | الظهور | الأهداف | الظهور | الأهداف | الظهور | الأهداف | الظهور  | الأهداف |
| ---------- | -------- | ------------------------------ | ------ | ------- | ------ | ------- | ------ | ------- | ------ | ------- | ------- | ------- |
| شباب أياكس | 2016–17  | الدوري الهولندي الدرجة الثانية | 17     | 1       | —      | —       | —      | —       | —      | —       | 17      | 1       |
| أياكس      | 2016–17  | الدوري الهولندي الممتاز        | 11     | 2       | 3      | 1       | 9      | 0       | —      | —       | 23      | 3       |
| أياكس      | 2017–18  | الدوري الهولندي الممتاز        | 33     | 3       | 2      | 0       | 4      | 0       | —      | —       | 39      | 3       |
| أياكس      | 2018–19  | الدوري الهولندي الممتاز        | 33     | 3       | 5      | 1       | 17     | 3       | —      | —       | 55      | 7       |
| أياكس      | المجموع  | المجموع                        | 77     | 8       | 10     | 2       | 30     | 3       | 0      | 0       | 117     | 13      |
| يوفنتوس    | 2019–20  | الدوري الإيطالي                | 29     | 4       | 4      | 0       | 6      | 0       | 0      | 0       | 39      | 4       |
| يوفنتوس    | 2020–21  | الدوري الإيطالي                | 27     | 1       | 4      | 0       | 5      | 0       | 0      | 0       | 36      | 1       |
| يوفنتوس    | المجموع  | المجموع                        | 56     | 5       | 8      | 0       | 11     | 0       | 0      | 0       | 75      | 5       |
| الإجمالي   | الإجمالي | الإجمالي                       | 150    | 14      | 18     | 2       | 41     | 3       | 0      | 0       | 209     | 19      |

1. ↑  تشمل كأس هولندا وكأس إيطاليا
2. ↑  المباريات في الدوري الأوروبي
3. ↑  مباراتين في دوري أبطال أوروبا، مباراتين في الدوري الأوروبي
4. 1 2 3  المباريات في دوري أبطال أوروبا

### المنتخب
آخر تحديث 21 يونيو 2021.
| المنتخب الوطني | العام   | الظهور | الأهداف |
| -------------- | ------- | ------ | ------- |
| هولندا         | 2017    | 3      | 0       |
| هولندا         | 2018    | 10     | 0       |
| هولندا         | 2019    | 4      | 2       |
| هولندا         | 2020    | 0      | 0       |
| هولندا         | 2021    | 6      | 0       |
| المجموع        | المجموع | 29     | 2       |

#### الأهداف الدولية
آخر تحديث من أخر هدف سجله في 6 يونيو 2019.
قائمة الأهداف والنتائج مع منتخب هولندا الأول.
| # | التاريخ      | المكان                                     | م. | الخصم   | الهدف | النتيجة      | المسابقة                          | م.     |
| - | ------------ | ------------------------------------------ | -- | ------- | ----- | ------------ | --------------------------------- | ------ |
| 1 | 24 مارس 2019 | يوهان كرويف أرينا، أمستردام، هولندا        | 15 | ألمانيا | 1–2   | 2–3          | تصفيات بطولة أمم أوروبا 2020      | [ 35 ] |
| 2 | 6 يونيو 2019 | ملعب د. أفونسو هنريكيس، غيمارايش، البرتغال | 16 | إنجلترا | 1–1   | 3–1 (ب.و.إ.) | نهائيات دوري الأمم الأوروبية 2019 | [ 36 ] |

## الإنجازات

### النادي
أياكس
- الدوري الهولندي الممتاز: 2018–19[6]
- كأس هولندا: 2018–19[6]
- الدوري الأوروبي: الوصيف 2016–17[37]

يوفنتوس
- الدوري الإيطالي: 2019–20
- كأس إيطاليا: 2020–21؛[38] الوصيف 2019–20[39]
- كأس السوبر الإيطالي: 2020؛ الوصيف 2019

بايرن ميونخ
- الدوري الألماني: 2022–23

### المنتخب
هولندا
- دوري الأمم الأوروبية: الوصيف 2019[40]

### الفردية
- دوري الأمم الأوروبية فريق البطولة: 2019[41]
- أفضل لاعب في بطولة كأس المستقبل: 2015[42]
- أفضل لاعب في كأس أمستردام: 2015[5]
- جائزة موهبة المستقبل في أياكس (جائزة سجاك سوارت): 2016[43]
- جائزة موهبة المستقبل في أياكس (جائزة ماركو فان باستن): 2018[44]
- تشكيلة الموسم في الدوري الأوروبي: 2016–17[8]
- دوري أبطال أوروبا تشكيلة الموسم: 2018–19[45]
- الدوري الهولندي الممتاز فريق العام: 2017–18،[46] 2018–19[47]
- جائزة أفضل لاعب هولندي شاب: 2017–18[48]
- جائزة أفضل لاعب في هولندا: 2018–19[49]
- جائزة الفتى الذهبي: 2018[19]
- جائزة الفيفا لأفضل لاعب: 2019 (المركز التاسع)[50]
- فيفبرو: 2019
- فريق العام من قبل الاتحاد الدولي لتاريخ وإحصاءات كرة القدم: 2019
- جائزة كوبا: 2019[51]
- جائزة اليويفا لأفضل فريق: 2019[52]

## وصلات خارجية
- ماتيس دي ليخت على موقع الاتحاد الدولي (مؤرشف)  (الإنجليزية)
- ماتيس دي ليخت على موقع الاتحاد الأوربي (الإنجليزية)
- ماتيس دي ليخت على موقع إي إس بي إن إف سي (الإنجليزية)
- ماتيس دي ليخت على موقع قاعدة بيانات كرة القدم.إي يو (الإنجليزية)
- ماتيس دي ليخت على موقع ليكيب (الفرنسية)
- ماتيس دي ليخت على موقع ناشيونال فوتبول تيمز (الإنجليزية)
- ماتيس دي ليخت على موقع Soccerbase.com (لاعب) (الإنجليزية)
- ماتيس دي ليخت على موقع Soccerway.com (الإنجليزية)
- ماتيس دي ليخت على موقع عالم كرة القدم.نت (الإنجليزية)
- ماتيس دي ليخت على موقع كووورة